# Гербурты
Гербурты (пол. Herburt, Herbort) — польский дворянский род.

## Происхождение и история рода
Род Гербуртов известен с 1241 года. Саксонский князь Гербурт прибыл в Венгрию и Моравию с войском Карла Великого, отсюда в 1378 году потомки его Фридрих, Венцеслав и Николай Гербурты переселились в Польшу при Людовике, короле Польском и Венгерском.

## Представители рода
Николай и Фридрих Гербурт участвовали в битве под Танненбергом (1410). Валентин, епископ Перемышльский, был послом Сигизмунда Августа на Триентском соборе (1562). Род этот внесен в VI часть родословной книги Гродненской губернии.
- Николай Гербурт — с 1572 года львовский староста.
- Ян Гербурт — историк, гуманист, писатель, дипломат, юрист, кастелян Санокский, староста Пшемысльский и Санокский;
- Валентин Гербурт — Пшемысльский епископ;
- Станислав Гербурт — львовский кастелян и староста Самбора, брат Валентина Гербурта;
- Ян Щенсный-Гербурт — политический и литературный деятель, староста Добромильский, Мостиский и Вишенский, королевский секретарь, польский публицист, издатель, член Сейма, владелец г.Добромиль.